# Anthurium lentii
Anthurium lentii là một loài thực vật có hoa trong họ Ráy (Araceae). Loài này được Croat & R.Baker miêu tả khoa học đầu tiên năm 1979.